# Haematopota marakuetana
Haematopota marakuetana är en tvåvingeart som först beskrevs av Seguy 1938.  Haematopota marakuetana ingår i släktet Haematopota och familjen bromsar. Inga underarter finns listade i Catalogue of Life.